# Lars Frederiksen and the Bastards
Lars Frederiksen and the Bastards è il gruppo di Lars Frederiksen parallelo ai Rancid fondato nel 2001.

## Formazione
- Lars Frederiksen - voce, chitarra solista
- Gordy ("Unknown Bastard") - voce
- Craig Leg - chitarra ritmica
- Big Jay Bastard - basso
- Scott Abels ("Skatty Punk Rock") - batteria

## Discografia
- 2001 - Lars Frederiksen and the Bastards
- 2004 - Viking

### Apparizioni in compilation
- 2006 - Best of Punk-O-Rama